# قرن الحبيل (يافع)

تعديل مصدري - تعديل

قرن الحبيل هي إحدى قرى عزلة لبعوس بمديرية يافع التابعة لمحافظة لحج، بلغ تعداد سكانها 95 نسمة حسب تعداد اليمن لعام 2004.